# 413-я стрелковая дивизия
413-я стрелковая Брестская Краснознамённая ордена Суворова дивизия — воинское соединение Вооружённых Сил СССР в Великой Отечественной войне.
Условное наименование — войсковая часть полевая почта (в/ч пп) № 01840.
Сокращённое наименование — 413 сд.

## История

### Формирование
Дивизия сформирована в июле 1941 в Амурской области на базе Особого строительного корпуса и 27-й стрелковой запасной бригады. В неё вошли 735 участников боёв у озера Хасан, на реке Халхин-Гол и советско-финской войны.

### Тульская оборонительная операция
413-я стрелковая дивизия начала свой боевой путь в боях под Тулой в составе 50-й армии. 31 октября 1941 года 1320-й, 1322-й, 1324-й стрелковые, 982-й артиллерийский полки дивизии прямо из эшелонов вступили в бой, разгрузившись на станции Сталиногорск-Северная. Дивизия заняла оборону на рубеже Нижние Присады, Сергеевский, Трушкино. 1324-й стрелковый полк занял позиции на южных подступах к Туле, в районе Дедилово.
Согласно докладу Военного совета 50-й армии командующему войсками Западного фронта о боевых действиях армии в районе г. Тула с 20 октября по 10 ноября 1941 (от 10 ноября 1941 года):

… 9.11 противник перешёл в контрнаступление и принудил 413 сд с 32 тбр отойти на рубеж Мал. Еловая, Крутое, Борыково, где и идут бои…

9 ноября части 2-й танковой армии вермахта перешли в наступлении на дедиловском направлении.

Особенно жестокие бои развернулись в районе Дедилово и Болохова. Положение на этом участке фронта остаётся напряжённым и серьёзным. Несмотря на большие потери, немцы продолжают рваться вперед. Части командиров т. Терешкова и т. Серёгина сдерживают врага, наносят ему серьёзные удары. Бои продолжаются с раннего утра до позднего вечера.
— газета «Известия» 19 ноября 1941
Под ударами превосходящих сил противника полки дивизии вместе с 32-й танковой бригадой организованно отошли на северный берег реки Шат и закрепились на рубеже Марвино, Петрово, а затем участвовали в нанесении контрудара, в результате которого противник понёс значительные потери и был вынужден перейти к обороне. Во всех частях и подразделениях 413-й стрелковой дивизии развернулось снайперское движение, стали практиковаться ночные вылазки по тыловым гарнизонам противника.
В конце ноября части дивизии обороняли город Венёв Тульской области в составе Венёвского боевого участка, которому были подчинены также 173-я (полковник А. В. Богданов) и 129-я (полковник А. В. Гладков) стрелковые, 31-я кавалерийская дивизия (полковник Я. Н. Пивнев) и танковые соединения (108-я танковая дивизия, 11-я танковая бригада и 125-й танковый батальон), ослабленные в боях. Активной обороной противник был задержан под Венёвым на 5 дней. 24 ноября немецким войскам удалось занять город с большими потерями. За время оборонительных боёв части дивизии уничтожили свыше 100 танков противника.

### Тульская наступательная операция
В декабре дивизия в составе 50-й армии Западного фронта начала наступление в направлении Щёкино, Жидков. 17 декабря 1941 года части дивизии совместно с 217-й стрелковой дивизией (генерал-майор К. П. Трубников) освободили город Щёкино.

### Калужская операция
26 декабря 1941 года в ходе Калужской операции в составе 50-й армии Западного фронта части дивизии освободили город Лихвин (Чекалин).
29 декабря части дивизии овладели станцией Воротынск и разгромили войска противника в районе Ново-Скаковское.

### 1942—1945
16 августа 1943 года в ходе Орловской операции в составе 50-й армии Западного фронта части дивизии освободили город Жиздру.
1 октября 1943 года в ходе Брянской операции в составе 50-й армии Брянского фронта части дивизии освободили город Чериков. В освобождении города также участвовали 720-й партизанский отряд (П. М. Жмуровский), партизанский полк № 15 (И. Н. Волчков) и часть сил партизанского полка «13» (С. В. Гришин).
В ходе Люблин-Брестской операции в составе 70-й армии дивизия принимала участие в освобождении города Бреста. Дивизии присвоено почётное наименование «Брестская».
Участвовала Восточно-Померанской наступательной операции. После овладения г. Данциг с 4 по 13 апреля дивизия, совершив 350-километровый марш, сосредоточилась на правом берегу р. Одер южнее Финкенвальде. В ходе Берлинской операции с 20 апреля её части форсировали реку и вели бои по расширению захваченного плацдарма. Сломив сопротивление противника, дивизия к 25 апреля овладела Лагентин и к 3 мая вышла на побережье Балтийского моря вост. г. Росток. За образцовое выполнение заданий командования в боях при овладении городами Эггезин, Торгелов, Позевальск, Штрасбург, Темплин она была награждена орденом Суворова 2-й ст.

### Послевоенная история
В декабре 1945 года была выведена на территорию Воронежского военного округа в город Белгород и вошла в состав корпуса 96-го стрелкового Брестского Краснознамённого корпуса.
В мае 1946 года 413-я стрелковая Брестская Краснознамённая, орденов Суворова и Кутузова дивизия (в/ч 01840) была расформирована.

## Состав
- 1320-й стрелковый полк
- 1322-й стрелковый полк
- 1324-й стрелковый полк
- 982-й артиллерийский полк
- 291-й отдельный истребительно-противотанковый дивизион (с 19 января 1942)
- 519-й миномётный дивизион (до 10.10.1942)
- 207-я отдельная разведывательная рота
- 425-й отдельный сапёрный батальон
- 487-й отдельный батальон связи (487-я отдельная рота связи)
- 350-й медико-санитарный батальон
- 347-я отдельная рота химической защиты
- 212-я автотранспортная рота (486-й отдельный автотранспортный батальон)
- 524-я полевая хлебопекарня
- 159-й дивизионный ветеринарный лазарет
- 960-я полевая почтовая станция
- 270-я полевая касса Госбанка

## Подчинение[13]
| Дата            | Фронт (округ)         | Армия      | Корпус                  |
| --------------- | --------------------- | ---------- | ----------------------- |
| 01.10.1941 года | Дальневосточный фронт | 1-я армия  |                         |
| 01.10.1941 года | Брянский фронт        | 50-я армия |                         |
| 01.12.1941 года | Западный фронт        | 50-я армия |                         |
| 01.06.1943 года | Западный фронт        | 50-я армия | 38-й стрелковый корпус  |
| 01.09.1943 года | Брянский фронт        | 50-я армия |                         |
| 01.10.1943 года | Брянский фронт        | 50-я армия | 46-й стрелковый корпус  |
| 01.11.1943 года | Белорусский фронт     | 50-я армия | 46-й стрелковый корпус  |
| 01.12.1943 года | Белорусский фронт     | 50-я армия |                         |
| 01.02.1944 года | Белорусский фронт     | 50-я армия | 121-й стрелковый корпус |
| 01.03.1944 года | 1-й Белорусский фронт | 50-я армия | 46-й стрелковый корпус  |
| 01.05.1944 года | 1-й Белорусский фронт | 3-я армия  | 46-й стрелковый корпус  |
| 01.08.1944 года | 1-й Белорусский фронт | 65-я армия | 46-й стрелковый корпус  |
| 01.09.1944 года | 1-й Белорусский фронт | 70-я армия | 114-й стрелковый корпус |
| 01.11.1944 года | 1-й Белорусский фронт | 65-я армия | 46-й стрелковый корпус  |
| 01.01.1945 года | 2-й Белорусский фронт | 65-я армия | 46-й стрелковый корпус  |

## Командиры
- Терешков, Алексей Дмитриевич (06.08.1941 — 23.05.1943), генерал-майор;
- Хохлов, Иван Степанович (24.05.1943 — 01.06.1944), полковник, с 16.10.1943 генерал-майор;
- Мулов, Иван Васильевич (02.06.1944 — 25.09.1944), полковник;
- Волков, Андрей Николаевич (26.09.1944 — 19.02.1945), полковник;
- Афанасьев, Фёдор Степанович (20.02.1945 — 31.05.1945), полковник[14].
- Петренко, Василий Яковлевич (07.1945 — 03.1946), генерал-майор
- Клименко, Александр Яковлевич (03.1946 — 05.1946), полковник

## Награды и наименования
| Награда (наименование)            | Дата награждения                                                    | За что награждена |
| --------------------------------- | ------------------------------------------------------------------- | --- |
| Почётное наименование «Брестская» | приказ Верховного главнокомандующего № 0258 от 10 августа 1944 года | в ознаменование одержанной победы и отличия в боях за освобождение города Брест |
| Орден Красного Знамени            | указ Президиума Верховного Совета СССР от 19 февраля 1945 года      | за образцовое выполнение заданий командования в боях с немецкими захватчиками, за овладение городами Млава, Дзялдово (Зольдау) и Плоньск и проявленные при этом доблесть и мужество              |
| Орден Суворова II степени         | указ Президиума Верховного Совета СССР от 4 июня 1945 года          | за образцовое выполнение заданий командования в боях c немецкими захватчиками при овладении городами Эггезин, Торгелов, Позевальк, Штрасбург, Темплин и проявленные при этом доблесть и мужество |

Награды частей дивизии:
- 1320-й стрелковый Гданьский[16] ордена Суворова[17] полк
- 1322-й стрелковый орденов Суворова[17] и Кутузова[18] полк
- 1324-й стрелковый ордена Суворова[17] полк
- 982-й артиллерийский Краснознамённый[18] ордена Суворова[17] полк
- 291-й отдельный истребительно-противотанковый Штеттинский[19] ордена Кутузова[18] дивизион
- 425-й отдельный сапёрный ордена Красной Звезды[18] батальон
- 487-й отдельный Штеттинский[19] ордена Александра Невского[18] батальон связи

## Отличившиеся воины дивизии
| Награда | Ф. И. О.                     | Должность                                                                                   | Звание            | Дата награждения | Примечания               |
| ------- | ---------------------------- | ------------------------------------------------------------------------------------------- | ----------------- | ---------------- | ------------------------ |
|         | Аверьянов, Степан Васильевич | Командир пулемётного расчёта 1320-го стрелкового полка                                      | младший сержант   | 24 марта 1945    |                          |
|         | Клименко, Николай Иванович   | Заместитель командира стрелкового батальона по политической части 1324-го стрелкового полка | старший лейтенант | 24 марта 1945    | Погиб 30 июня 1944.      |
|         | Костин, Анатолий Петрович    | разведчик взвода пешей разведки 207 отдельной разведывательной роты                         | рядовой           | 24 марта 1945    |                          |
|         | Лазаренко, Иван Сидорович    | Заместитель командира 413-й стрелковой дивизией                                             | генерал-майор     | 21 июля 1944     | Погиб 26 июня 1944       |
|         | Хирков, Степан Игнатьевич    | Помощник командира стрелкового взвода и парторг 3-й роты 1322-го стрелкового полка          | старшина          | 3 июня 1944      | Умер от ран 21 июля 1943 |

## Память
В 1975 году в память о бойцах 413-й стрелковой дивизии, оборонявших район у села Дедилово, на аллее Кургана Бессмертия (Киреевский район Тульской области) установлены две стелы. Дивизия также упомянута на плите мемориального комплекса «Воинам-сибирякам», Ленино-Снегирёвский военно-исторический музей. Парк имени 413-й стрелковой дивизии город Болохово Тульской области.

Памятная стела бойцам 413-й и 330-й стрелковых дивизий.
Отдельная стела памяти 1320-го, 1322-го, 1324-го стрелковых полков и 982-го артиллерийского полка 413-й стрелковой дивизии.
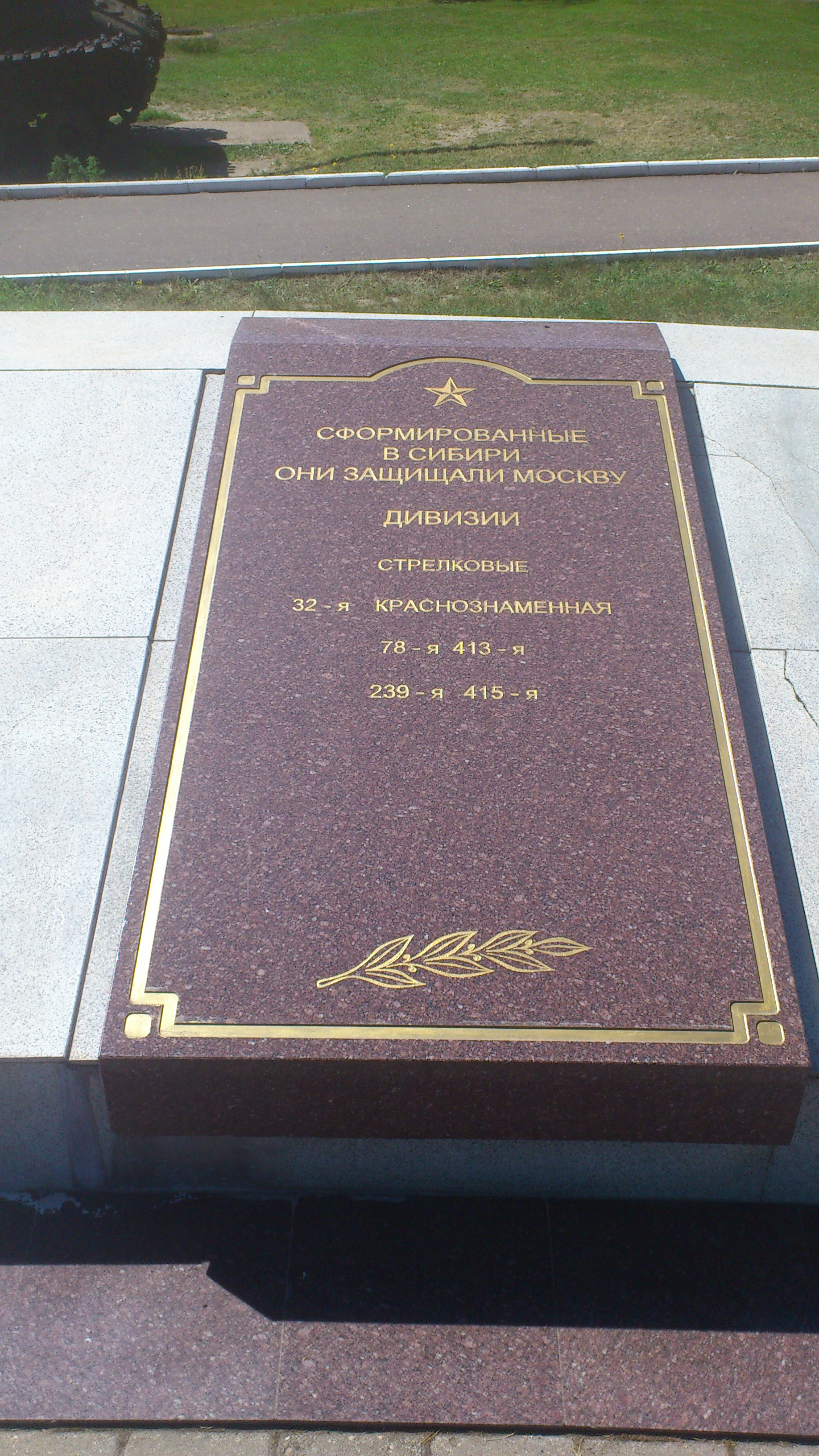
«Сформированные в Сибири, они защищали Москву» — на плите мемориального комплекса «Воинам-сибирякам».
Мемориальный комплекс «Воинам-сибирякам», Ленино-Снегирёвский военно-исторический музей.

## Документы
- Перечень № 5 стрелковых, горнострелковых, мотострелковых и моторизованных дивизий, входивших в состав действующей армии в годы Великой Отечественной войны, С. 163.
- 413 стрелковая дивизия на 31.10.1941-28.02.1943 гг. Фонд 413 стрелковая дивизия. Опись 1. Дело 2.